# Arroyo Pantanoso (Arroyo Maciel)

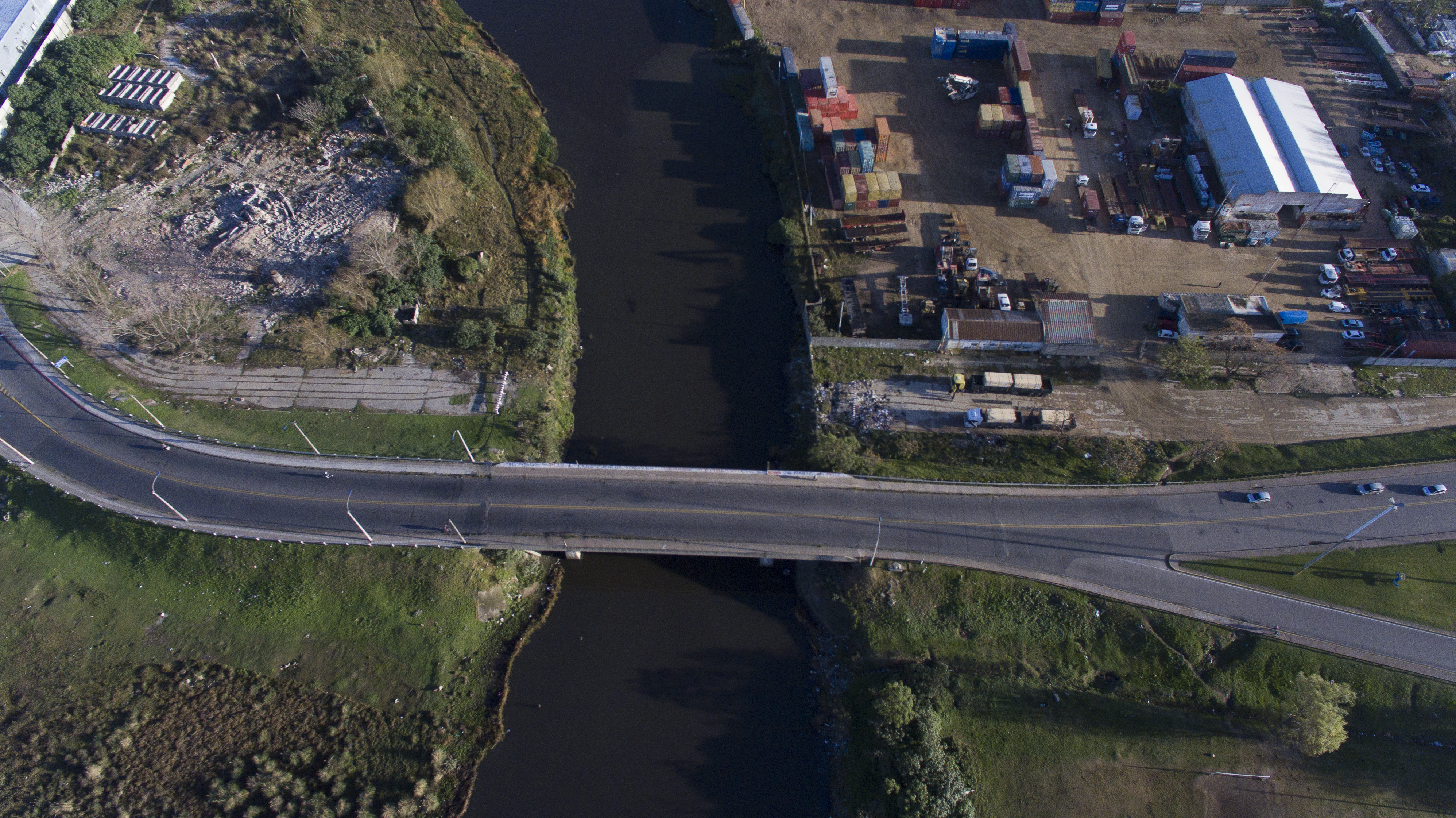
Arroyo Pantanoso, Montevideo, Uruguay (2017)

Der Arroyo Pantanoso ist ein Fluss in Uruguay.
Er entspringt im östlichen Teil des Departamentos Flores. Von dort verläuft in nordöstliche Richtung und mündet einige Kilometer westnordwestlich von Sarandí Grande als linksseitiger Nebenfluss in den Arroyo Maciel.